# McCormick Tractors
McCormick Tractors International Ltd. je bil proizvajalec traktorjev. Podjetje je podružnica podjetja ARGO SpA. 

## Produkti
- McCormick-Deering Titan 10-20 (1910)
- McCormick-Deering Mogul 8-16 (1916)
- Farmall Regular (1924)
- Farmall F12 (1932)
- Farmall F20 (1932)
- Farmall W12 (1934)
- Farmall F14 (1938)
- Farmall F12 FG (1938)
- McCormick-Deering WD40 (1938)
- McCormick WD9 (1941)
- Farmall Cub, McCormick BWD6 (1947)
- McCormick BM (1947)
- McCormick-Farmall Modello M (1949)
- McCormick B450, McCormick Super WD9, Farmall Super BMD (1951-52)
- McCormick Serie D: D215, D322, D432, D439 e D514 (1962)
- International Harvester 353, 423, 439, 624 (1966-67)
- International harvester 433, 453 ine 824 (1971-75)
- International Hydro 100, International Harvester 1046, International Harvester 644 (1977)

## Gamma 2011
- X10 (22-91 KM)
- GM (35,5-54,2 KM)
- C-L (68-74 KM)
- CX-L (69,5-81,2 KM)
- C MAX (74-102 KM)
- T MAX (74-110,2 KM)
- CX  (83-102 KM)
- X 60 (92,5-112 KM)
- MC (102-126 KM)
- MTX (117-141 KM)
- XTX (145-171 KM)
- TTX (180-213 KM)
- X70 (145-213 KM)
- F (68-110,2 KM)
- V/F-N (83cv)
- T STD (83-98,6 KM)
- T F/M (74-98,6 KM)